# ثمل الطعام
ثمل الطعام أو سُكر الطعام (بالإنجليزية: Food drunk)‏ هو مصطلح يُستخدم لوصف الحالة النفسية للشخص بعد تناول كميات كبيرة من الطعام.[هل المصدر موثوق به؟]

## المعنى التاريخي
إن استخدام مصطلح «السُكر» على أنه يعني خاضع لتأثير مواد غير الكحول موجود منذ فترة طويلة على سبيل المثال، سكران بسبب الأفيون (1585)، أو بسبب التبغ (1698).
وفي أكتوبر عام 1905 أعلن توماس أديسون (Thomas Edison) (الذي كان يبلغ 58 عامًا آنذاك) أن «البلاد في حالة سُكر من الطعام....فالناس يأكلون كثيرًا وينامون كثيرًا، ولا يعملون بما فيه الكفاية». مستشهدًا بنظريات لويس كورنارو (Louis Cornaro) (مواليد 1464)، أوضح أديسون كيف تأثر أحد المساعدين بالتجارب التي أجريت باستخدام الأشعة السينية بما جعل «الأطباء يضطرون لبتر أحد أطرافه الواحد تلو الآخر....وفي النهاية مات»، ولكنه عكس تأثير الإشعاع على نفسه عن طريق الحد من حصة طعامه إلى 12 أونصة يوميًا.
وردد العبارة الدكتور جي إي رولفسون (J E Rullfson) في توليدو بعد صيام ستين يومًا من 5 يناير 1907. ويرى أن الجنس البشري كله في حالة سُكر من الطعام، قائلاً «إن العشاء الذي تناوله نابليون (Napoleon) قبيل معركة لايبزغ كان عَسِر الهضم على نحو أثر على دماغ نابليون ونتيجة لذلك خسر المعركة. وأبقى طبق سمك الإنكليس لمحمد الثاني الإمبراطورية كلها في حالة من الاضطراب، وتسببت فطيرة لم يتمكن الملك فيليب من هضمها في اندلاع ثورة هولندا.»

## حالة سُكر الطعام
«سُكر الطعام» هو مصطلح ظهر نتيجة للآثار المتعبة الناجمة عن الإفراط في تناول الطعام.[بحاجة لمصدر] فعندما يتناول الناس الطعام بشكل مفرط، يصبح لدى أجسادهم الميل للتغير كيميائيًا بما في ذلك التحولات الأيضية. وهناك أيضًا اختلالات في الكهارل بسبب عملية الهضم التي تحدث فور دخول الكميات الهائلة من الطعام إلى الجسم. وهذا يمكن أن يسبب أيضًا شعورًا بالاكتئاب والتعلق العاطفي بالطعام والإجهاد وحتى الملل.